# Aleksandr Niewski
Aleksandr Niewski (ros. Александр Баранович Невский/Курицын; ur. 17 lipca 1971 w Moskwie w ZSRR) – rosyjski kulturysta, który rozpoczął międzynarodową karierę aktorską; także scenarzysta i producent filmowy, okazjonalnie statysta i kaskader.

## Życiorys

### Wczesne lata
Urodził się w Moskwie w rodzinie intelektualistów jako syn Eugenii Janownej Kuritsyny (z domu Wesker) i Aleksandra Nikołajewicza Kuritsyna. Matka była z wykształcenia inżynierem produkcji instrumentów, a ojciec koszykarzem i profesorem, który wykładał ekonomię i zarządzanie w MGIMO. Ma starszą siostrę. Jako dziecko uczęszczał do szkoły muzycznej, gdzie uczył się grać na wiolonczeli, zanim upuścił futerał i rozbił instrument. W szkole od czwartej klasy grał w koszykówkę, ale wkrótce opuścił sekcję. W 1994 ukończył Rosyjski Państwowy Uniwersytet Zarządzania. We wrześniu 1999 przeniósł się do Kalifornii, gdzie studiował język angielski na UCLA i studiował aktorstwo w Lee Strasberg Theatre and Film Institute.

### Kariera sportowa
W latach 1986–1992 był amatorskim bokserem. Uczył się różnych sztuk walki i uczęszczał na lekcje do Chucka Norrisa i Stevena Seagala. Następnie zajął się kulturystyką. W 1995 został określony mianem „największego rosyjskiego kulturysty”, choć Rosjanie, w tym Siergiej Szelestow, podważają autentyczność tego tytułu, jak i w ogóle związek Niewskiego z kulturystyką.
Zajął się pisaniem i w Rosji wydał pięć książek na temat fitnessu: How to become Russian Schwarzenegger (1997), Kickboxer (1998), Gym for Children (1998), Exercises for Women (2000), Big Encyclopedia of fitness (2006), Fitness in Hollywood (2007) i The ideal body for women (2009). Opublikowano także blisko pięćset jego artykułów pisemnych. W latach 1998−1999 był autorem i jednym z prezenterów programów telewizyjnych: Under 16 and over (Dozwolone od lat 16), Party Zone, Award of Excellence, Spite Record czy Good Morning. W Moskwie otrzymał medal przyznany przez Stowarzyszenie Kulturystyki Naturalnej w walce ze sterydami i był sędzią podczas zawodów Pucharu Świata „Natural Olympia” (1999).
W 2010 i 2011 w Wiedniu zdobył tytuł Mr. Universe WFF-WBBF (World Fitness Federation - World Body Building Federation). 12 października 2012 w Brusno w Słowacji trzeci rok z rzędu pokonał ponad 120 uczestników i wygrał konkurs Mr. Universe 2012, zorganizowany przez World Bodybuilding Federation.
Był opisany w rosyjskich edycjach „The Hollywood Reporter”,  „Men’s Health”, „GQ” i „Playboy”. W 2019 wydano książkę George’a Snydera pt. The 3 More Reps!, która zawiera treningi m.in. Niewskiego.

### Kariera filmowa
Po raz pierwszy pojawił się na kinowym ekranie w rosyjskim filmie romantycznym Eldara Riazanowa Tichije omuty (2000). Odmówił jednak udziału w programie Columbia TriStar Television Battle Dome i filmie Sheldona Letticha Zakon (2001) z udziałem Jean-Claude’a Van Damme’a, ponieważ nie chciał grać „rosyjskiego czarnego charakteru”. Wkrótce można go było zobaczyć w przygodowym filmie akcji Czerwony Skorpion (Red Serpent, 2002) u boku Michaela Paré i Roya Scheidera. W rosyjsko-amerykańskiej koprodukcji Moskiewska gorączka (Moscow Heat/Московская жара, 2004) wystąpił w głównej roli Włada Stiepanowa, moskiewskiego policjanta-bohatera, był również współscenarzystą i producentem wykonawczym tego filmu, a praca przy nim uczyniła z niego gwiazdkę kina akcji.
W 2005 ponownie objął stanowisko scenarzysty, producenta i aktora, tym razem przy okazji realizacji dramatu Time of Change z Mariel Hemingway. Zagrał potem w niezależnym filmie sensacyjnym Brenta Huffa Nocni łowcy (Treasure Raiders, 2007) z Sherilyn Fenn i Davidem Carradine i dreszczowcu Magic Man (2009; był także producentem) obok Billy’ego Zane.
Jego debiut reżyserski sensacyjnego dramatu kryminalnego Czarna róża (Black Rose/Чёрная роза, 2014), gdzie był odtwórcą głównej roli majora Kazatowa i współpracował z takimi aktorami jako Kristanna Loken, Adrian Paul, Robert Davi i Matthias Hues, stał się kinowym hitem w Rosji.

## Filmografia
| Rok   | Tytuł                                                                | Rola                 | Reżyser                                  |
| ----- | -------------------------------------------------------------------- | -------------------- | ---------------------------------------- |
| 2000  | Tichije omuty                                                        | Siergiej Iwanow      | Eldar Riazanow                           |
| 2002  | Champion (Undisputed)                                                | więzień              | Walter Hill                              |
| 2003  | Czerwony skorpion (Red Serpent/Красный змей)                         | Peter / Terminator   | Gino Tanasescu                           |
| 2004  | Moskiewska gorączka (Moscow Heat/Московская жара)                    | Vlad Stepanov        | Jeff Celentano                           |
| 2005: | Time of Change                                                       | Alexander            | Alexander Izotov                         |
| 2007  | Nocni łowcy (Treasure Raiders)                                       | Wolf                 | Brent Huff                               |
| 2010  | Magic Man                                                            | detektyw Orloff      | Stuart Cooper (w napisach: Roscoe Lever) |
| 2010  | Somewhere. Między miejscami (Somewhere)                              | rosyjski dziennikarz | Sofia Coppola                            |
| 2012  | Epoka lodowcowa 4: Wędrówka kontynentów (Ice Age: Continental Drift) | Flynn (głos)         | Steve Martino, Mike Thurmeier            |
| 2014  | Czarna róża (Black Rose/Чёрная роза)                                 | Wład Kazatow         | Aleksandr Niewski                        |
| 2016  | Showdown in Manila (Разборка в Маниле)                               | Nick Peyton          | Mark Dacascos                            |
| 2017  | Maximum Impact                                                       | Maxim Kadourin       | Andrzej Bartkowiak                       |